# Sous-région de Jakobstad
La sous-région de Jakobstad (suédois : Jakobstadsregionen, finnois : Pietarsaaren seutukunta) est une sous-région de l'Ostrobotnie en Finlande. 
Au niveau 1 (LAU 1 ) des unités administratives locales définies par l'union européenne elle porte le numéro 151.

## Municipalités
La sous-région de Jakobstad regroupe les municipalités suivantes :
| Blason           | Municipalité             |
| ---------------- | ------------------------ |
| Kronoby vapen    | Kronoby (municipalité)   |
| Larsmo vapen     | Larsmo (municipalité)    |
| Pedersöre vapen  | Pedersöre (municipalité) |
| Jakobstads vapen | Jakobstad (ville)        |
| Nykarleby vapen  | Nykarleby (ville)        |

## Population
Depuis 1980, l'évolution démographique de la sous-région de Jakobstad, au périmètre du 1er janvier 2017, est la suivante:
| Année      | 1980   | 1985   | 1990   | 1995   | 2000   | 2005   | 2010   |
| ---------- | ------ | ------ | ------ | ------ | ------ | ------ | ------ |
| population | 47 051 | 47 982 | 48 202 | 48 668 | 48 343 | 48 655 | 49 554 |

## Politique
Les résultats de l'élection présidentielle finlandaise de 2018: